# 宗谷トンネル
宗谷トンネル（そうやトンネル、露（仮称）：Тоннель Сахалин — Хоккайдо）は、北海道と樺太（ロシア名：サハリン、以下樺太と表記）の間の宗谷海峡に建設が構想されている海底トンネル。稚泊トンネル（ちはくトンネル、かつての稚泊連絡船に由来）や日露トンネル（にちろトンネル）と呼ばれることもあるほか、シベリア鉄道の北海道延伸とも表現される。

## 概要
北海道の最北端・宗谷岬と樺太の最南端・西能登呂岬の間は約43キロメートルで、この直線上で宗谷海峡の最深部は約70メートルである。北海道と樺太では、地質には大きな違いがなく、技術的な側面では、トンネルの建設は青函トンネルほど難しくはないと見込まれる。
さらに、間宮海峡にも海底トンネル（サハリントンネル）を建設すると、線路の上ではヨーロッパまでつながることになるため、日本の鉄道とバイカル・アムール鉄道、シベリア鉄道との直通運転のみならず、モスクワからさらに西側の西欧方面とも直通運転を行い、トランス＝ユーラシア・ロジスティクスに組み込み、一大物流網の中継地とすることも視野に入れられている。さらに、ロシア側としては将来的にベーリング海峡にトンネルを掘り、アラスカと結ぶことでカナダ、アメリカ合衆国への鉄道貨物輸送構想も打ち出している。

## 建設推進の動き
2000年代末 - 2010年代に入ると、本計画についてはロシア側から度々議題にあがり、ロシア側によれば「日本と協議している（あるいは協議中）」「話し合いたい」などと発表しているが、日本政府やJR北海道の関係者などからは本計画に関して何ら声明が発表されていない。
そもそもサハリン州自体の人口が減少の一途をたどっており、2010年以降島全体の人口が50万人にも満たず、ガス田開発以外の産業基盤が弱い樺太にトンネルを築造してもまるで採算性が合わないため、2010年代に入るまでは、このトンネルの建設について日露政府間で公式に話し合われたことはなかった。
建設推進の動きとして、シベリア鉄道国際化整備推進機構発足準備委員会（山口英一会長）によるものなどがある。日本と欧州を結ぶルートとして比較すると、日韓トンネルと比べても、はるかに建設費が安く済み、効果も大きいとされている。
ロシア側では、2009年1月16日にロシア運輸省のアンドレイ・ネドセコフ運輸次官がトンネル建設の可能性を目下検討していると述べた。なお、トンネルではなく橋とする構想もある。
2011年12月15日にプーチン首相が会見において間宮海峡から架橋した上で、「日本までトンネルを建設することも可能で、われわれは検討中だ」と表明し、「シベリア鉄道を日本の貨物で満載することにつながる」と期待感を示した。しかし、先述の通り、日露政府間で検討している事実はないとされている。
また、2013年6月には、ロシア極東発展省が2016年と樺太と大陸を結ぶ橋を着工する方針を明らかにした。そのうえで、同区間の構想についても言及した。
ロシアの地元報道によると、イシャエフ極東発展相は5月下旬にユジノサハリンスクを訪問した際に、「大陸との橋の建設はサハリン州の発展に重要なポイント。将来的には日本とも結ばれる可能性もある」と発言、さらにサハリン州と日本の国土交通省が同構想についてすでに協議したと報じられているが、日本側からは本議題に関して政府・JR関係者ともに一切声明を発表しておらず、事実関係は不明である。
2013年9月4日には、サハリン州のアレクサンドル・ホロシャーヴィン知事が、宗谷海峡で隔てられている北海道と樺太を橋かトンネルで結ぶ構想について、ロシア側が可能性を「現在、研究している」と語った。ロシアのソコロフ運輸相が今後訪日する際に、日本側と計画の実現性について「話し合う」と述べたが、具体的な日程などには言及しなかった。ホロシャーヴィン知事は毎日新聞の書面での取材に対し、「投資プロジェクトの鍵は、経済効果と投資の採算性」と回答している。
2015年7月に東京で行われた第9回世界高速鉄道会議でも、ロシア鉄道のウラジミール・ヤクーニン総裁が日本の代表団と本計画について討議し、「日本側の反応は興味を抱かせるものだったが、ロ日間の平和条約の不在がプロジェクトの実現を妨げている」「我々は皆、いくつかの政治問題、特に平和条約の不在が、経済協力を押しとどめている点をよく理解している。しかし私は、もし日本の今の指導部が、別の角度からグローバルな状況を見る可能性を見出したならば、このプロジェクトは、大変重大な刺激を得るだろうと思う。」と結論づけているが、日本側の関係者は何もコメントしていない。
2016年秋にもロシア側から日ロ平和条約の締結に関連した提案があったとされるが、日本政府筋では、実現の可能性は低いとしている。
2022年以降は、ロシアによるウクライナ侵攻を受けて日本政府が対露制裁を行い、ロシア側も対抗措置として日本を「非友好国」と認定するなど両国の外交関係が悪化しており、本計画の実現可能性も更に低下している。

## 諸経費
ロシア政府の専門家の調査と試算によれば、間宮海峡の連絡橋及びそこからの支線の建設費用が20億ドル、サハリンの鉄道の刷新費用が25億ドル、宗谷トンネルの費用は80億 - 100億ドルと試算され、本計画及びそれに付随する計画の投資額の総額は120 - 150億ドルと見積もられている。建設工事は7年かかる見込み。

## 建設による効果
ロシア側はプーチン首相（当時）の発言などから日本との貨物列車による物資輸送による貿易活性化によってサハリン州や極東地域の経済の活性化を期待している。
本計画が実現した場合年間400 - 600万個のコンテナが日本とヨーロッパの間で輸送され（日本とヨーロッパの間の総コンテナ個数の15 - 20%）、さらに年間1800 - 2000万トンの貨物が日本とロシアの間で輸送される可能性があると試算し、これらの輸送から得られる年間収益は30 - 40億ドルになると見積もられている。シベリア鉄道およびバイカル・アムール鉄道沿線地域からの鉱物資源、木材、その他の自然の開発や輸出を活発化させることが可能になると考えられている。
一方、日本側では政府や運行当事者になりうる北海道旅客鉄道（JR北海道）や日本貨物鉄道（JR貨物）は本計画に対して何の見解も表明しておらず、費用対効果に見合うかどうかといった面も含め、どのような効果が見込まれるかは不明である。

## 問題点・課題
従来は、樺太内の鉄道が日本統治時代に敷設されたという歴史的経緯から狭軌（1,067 mm軌間）を採用しており北海道以南の在来線と直結が可能なため、しかるべき設備の建設や車両の導入がなされれば、技術的には鉄道の直通運転が可能であるとされていた。しかし、2019年までに樺太内の全路線がロシア本土と同じ広軌（1,520 mm軌間）に改軌されたため、例えトンネルができたとしてもそのままでは直通できず、直通区間の改軌や三線軌条化または樺太と北海道の間で台車交換、フリーゲージトレインなど新技術の導入といった対策が必要になる。
また、現在JR貨物の貨物列車の北限は北旭川駅となっており、同駅以北の宗谷本線には定期貨物列車が乗り入れていない。名寄駅までは第二種鉄道事業の許可を有しているが、合理化のために1996年9月以降トラック輸送に切り替えられている（詳細は「名寄駅」の項目参照）。
そのため宗谷本線は現在貨物列車の運行を前提としておらず、ダイヤ上のボトルネックになることは確実である。これらの問題点の解決には設備の増強が不可欠である。さらに、現時点で利用客数が少なく大幅な赤字の続く宗谷本線のうち、稚内 - 名寄間はJR北海道が示した廃線可能性区間の候補に載っており、仮に宗谷トンネルが完成したとしても日本側の上陸地点からは鉄道が通じていない状態になる可能性すらある。
また、技術的・経済的障壁とは性質を異にするが、北方領土問題に代表される、日露間が抱えている政治的な問題も、言うまでもなく本計画の実現において障害となる。